# Theodoxus luteofasciatus
Theodoxus luteofasciatus är en snäckart som beskrevs av Miller 1879. Theodoxus luteofasciatus ingår i släktet Theodoxus och familjen båtsnäckor. Inga underarter finns listade i Catalogue of Life.